# Isländische Eishockeynationalmannschaft der Frauen
Die isländische Eishockeynationalmannschaft der Frauen ist die nationale Eishockey-Auswahlmannschaft Islands im Fraueneishockey. Im Januar 2011 lag sie auf dem 29. Platz der IIHF-Weltrangliste.

## Geschichte
Die isländische Eishockeynationalmannschaft gab ihr Debüt bei der Weltmeisterschaft 2005, bei der sie den vierten Platz der Division IV belegten. Nach einem fünften Platz in der Division IV bei der WM 2007, konnten die Isländerinnen 2008 souverän den ersten Platz in ihrer Division und den Aufstieg in die nächsthöhere Division erreichen.
Nachdem während der Weltmeisterschaft 2009 nur die ersten drei Leistungsstufen spielten und im Olympiajahr 2010 ohnehin keine WM stattfand, wurde für die Weltmeisterschaft 2011 das komplette WM-System überarbeitet und Island musste nachträglich in der Division IV bleiben. Aufgrund der Absage mehrerer Mannschaften, spielten sie im Folgejahr in der höheren Division II B, wobei sie den vierten Platz erreichten.

## Platzierungen bei Weltmeisterschaften
- 2005 – 4. Platz Division IV
- 2007 – 5. Platz Division IV
- 2008 – 1. Platz Division IV
- 2011 – 3. Platz Division IV
- 2012 – 4. Platz Division IIB
- 2013 – 4. Platz Division IIB
- 2014 – 4. Platz Division IIB
- 2015 – 4. Platz Division IIB
- 2016 – 3. Platz Division IIB
- 2017 – 4. Platz Division IIB
- 2018 – 3. Platz Division IIB
- 2019 – 3. Platz Division IIB
- 2020 – 2. Platz Division IIB
- 2021 – keine Austragung
- 2022 – 1. Platz Division IIB (Aufstieg in die Division IIA)
- 2023 – 5. Platz Division IIA
- 2024 – 5. Platz Division IIA
- 2025 – 3. Platz Division IIA